# 1427

## Esdeveniments
Països Catalans
- La nit del 15 de març es va produir un terratrèmol amb epicentre entre Olot i Amer, a la Garrotxa, de grau 8 segons l'escala de Mercalli, que va destruir les tres quartes parts de la vila d'Amer. Aquest terratrèmol es va reproduir el dia 15 de maig del mateix any a conseqüència del qual es varen destruir moltes de les cases d'Olot.[1]

Resta del món

## Naixements
Països Catalans
Resta del món
- 29 de novembre, Pequín (Xina): Zhu Qizhen, emperador Zhengtong, sisè emperador de la dinastia Ming (m. 1464).[2]

## Necrològiques
Països Catalans
Resta del món